# Scaphytopius diabolus
Scaphytopius diabolus är en insektsart som beskrevs av Van Duzee 1925. Scaphytopius diabolus ingår i släktet Scaphytopius och familjen dvärgstritar. Inga underarter finns listade i Catalogue of Life.